# Euthynteria

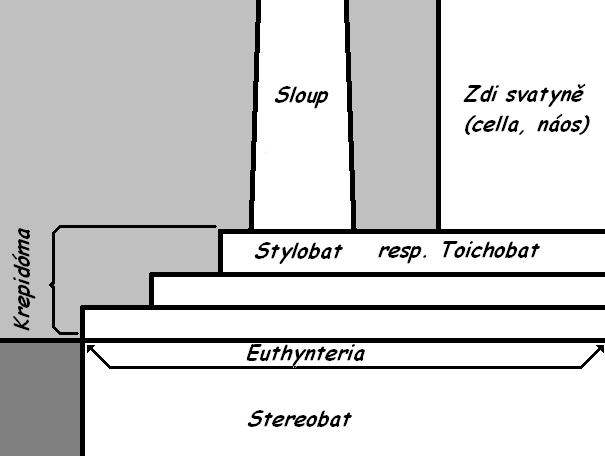
Schéma podstavce antického chrámu

Euthynteria (z řec. euthynein – vyrovnat) je nejvyšší vrstva základů antického chrámu – stereobatu, která vyčnívá ze země. Je pečlivě vyrovnaná a vyhlazená a tak poskytuje základnu pro krepidómu a s ní celý chrám.